# Aechmea racinae
Espèce
Classification phylogénétique
Aechmea racinae est une espèce de plantes de la famille des Bromeliaceae, endémique de la forêt atlantique (mata atlântica en portugais) au Brésil.

## Synonymes
- Lamprococcus racinae var. tubiformis (E.Pereira) L.B.Sm. & W.J.Kress